# 領地
| ウィキペディアには「領地」という見出しの百科事典記事はありません（タイトルに「領地」を含むページの一覧/「領地」で始まるページの一覧）。 代わりにウィクショナリーのページ「領地」が役に立つかもしれません。 |